# Critérium du Dauphiné libéré 1996
La 48e édition du Critérium du Dauphiné libéré a lieu du 2 au 9 juin 1996. La course est partie de Megève pour arriver à Grenoble. Elle a été remportée par l'Espagnol Miguel Indurain de l'équipe Banesto.

## Les étapes
| Étape     | Date   | Villes étapes                               | type                        | Distance (km) | Vainqueur d'étape | Leader du classement général |
| --------- | ------ | ------------------------------------------- | --------------------------- | ------------- | ----------------- | ---------------------------- |
| Prologue  | 2 juin | Megève – Megève                             | prologue                    | 5,7           | Chris Boardman    | Chris Boardman               |
| 1re étape | 3 juin | Megève – Villefontaine                      |                             | 227           | Artūras Kasputis  | Artūras Kasputis             |
| 2e étape  | 4 juin | Charbonnières-les-Bains – Firminy           |                             | 195           | François Simon    | Artūras Kasputis             |
| 3e étape  | 5 juin | Saint-Maurice-de-Lignon – Tournon-sur-Rhône |                             | 179           | Gilles Bouvard    | Artūras Kasputis             |
| 4e étape  | 6 juin | Tain-l'Hermitage – mont Ventoux             |                             | 173           | Richard Virenque  | Laurent Jalabert             |
| 5e étape  | 7 juin | Gigondas – Beaumes-de-Venise                | contre-la-montre individuel | 42,1          | Miguel Indurain   | Laurent Jalabert             |
| 6e étape  | 8 juin | Digne-les-Bains – Briançon                  |                             | 214           | Miguel Indurain   | Miguel Indurain              |
| 7e étape  | 9 juin | Briançon – Grenoble                         |                             | 174           | Luc Leblanc       | Miguel Indurain              |

## Équipes participantes
Seize équipes participent au Critérium du Dauphiné.
| - Agrigel-La Creuse - Aubervilliers 93-Peugeot - Banesto - Casino |  | - Collstrop-Lystex - Deutsche Telekom - Festina - Gan |  | - Kelme-Artiach - Lotto-Isoglass - Mapei-GB - Motorola |  | - Mutuelle de Seine-et-Marne - MX Onda - Once - Polti |

## Classement général
|     | Cycliste          | Équipe           | Temps               |
| --- | ----------------- | ---------------- | ------------------- |
| 1er | Miguel Indurain   | Banesto          | en 30 h 57 min 49 s |
| 2e  | Tony Rominger     | Mapei-GB         | + 1 min 21 s        |
| 3e  | Richard Virenque  | Festina-Lotus    | + 1 min 32 s        |
| 4e  | Stéphane Heulot   | Gan              | + 4 min 49 s        |
| 5e  | Chris Boardman    | Gan              | + 5 min 49 s        |
| 6e  | Fernando Escartín | Kelme-Artiach    | + 6 min 48 s        |
| 7e  | Laurent Brochard  | Festina-Lotus    | + 7 min 23 s        |
| 8e  | Laurent Madouas   | Motorola         | + 8 min 24 s        |
| 9e  | Udo Bölts         | Deutsche Telekom | + 10 min 19 s       |
| 10e | Laurent Dufaux    | Festina-Lotus    | + 11 min 37 s       |